# Wilhelm Schneider (Chemiker)
Wilhelm Schneider (* 31. Dezember 1900 in Naila; † 2. August 1980 in Freiburg im Üechtland) war ein deutscher Chemiker und Mitentwickler des Agfa-Color-Verfahrens.

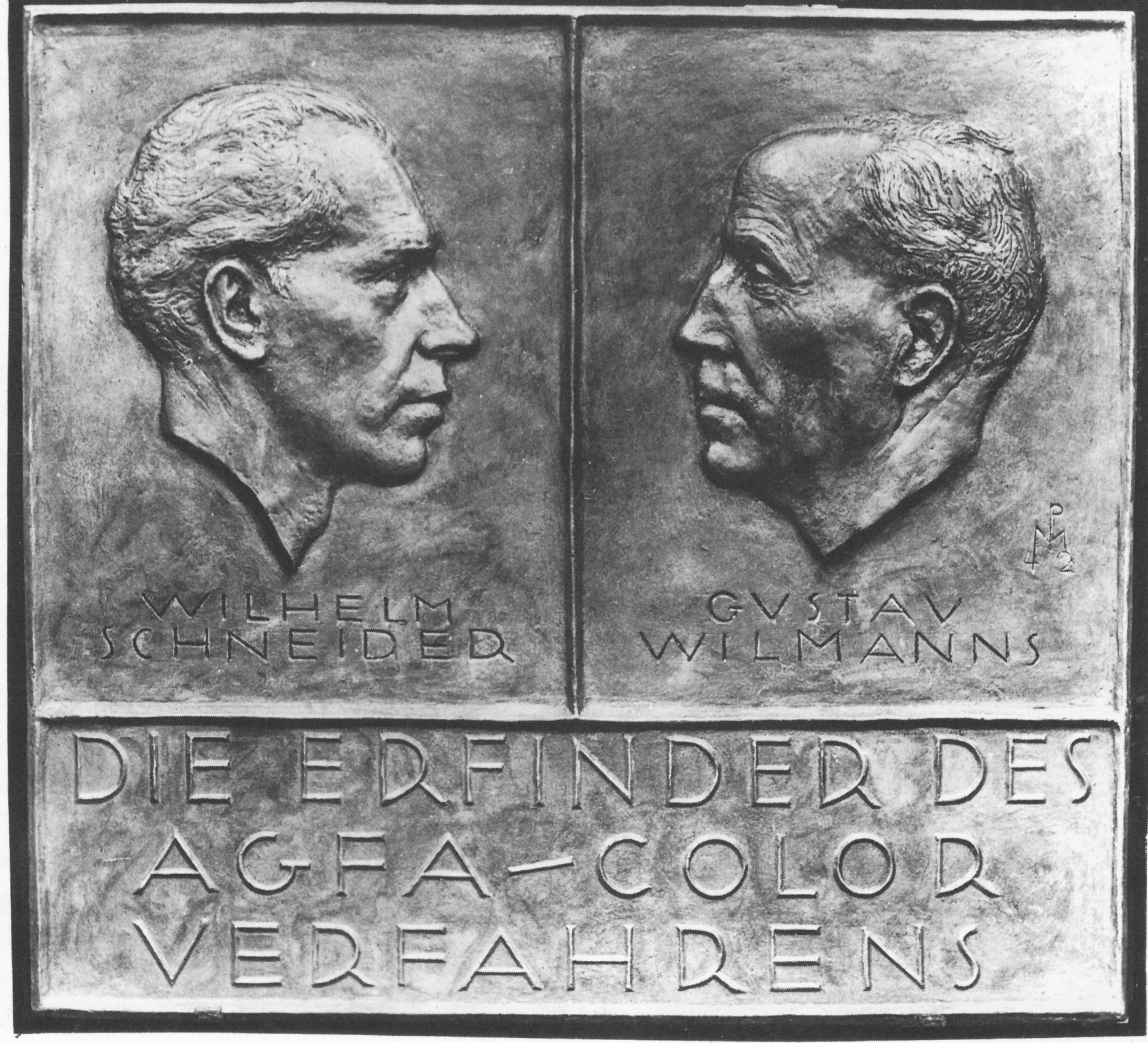
Die 1942 in der Ufa-Filmstadt Potsdam-Babelsberg enthüllte Bronze-Ehrentafel „Die Erfinder des Agfacolor-Verfahrens“. Die Tafel ist leider verschollen.

## Leben
Der Sohn eines Kaufmanns wuchs in München auf, wo er das Realgymnasium besuchte und nach dem Abitur von 1921 bis 1924 an der Technischen Universität München Chemie studierte. Nach Abschluss als Diplomingenieur wurde er 1925 bei August Albert (1882–1951) in Chemie promoviert. Schneider war nach seiner Promotion noch ein Jahr als wissenschaftlicher Assistent am Labor für angewandte Chemie der TH München angestellt.
1929 trat Schneider in die Technisch Wissenschaftliche Abteilung der Agfa Filmfabrik Wolfen ein, deren Leiter Gustav Wilmanns war. Dort beschäftigte er sich zunächst mit der Weiterentwicklung von Schwarzweißfilmen, insbesondere mit Lichthofschutzfarbstoffen. Durch seine Entdeckung Anfang 1932, dass Farbstoffe unauswaschbar in Gelatineschichten eingebracht werden können, wenn sie chemische Gruppen hatten, die aus der Baumwollfärberei bekannt waren, wurde die Grundlage für die Entwicklung von Farbfilmen gelegt.
Ein erstes Patent wurde am 25. Februar 1932 erteilt. Das entscheidende Patent, mit dem „substantive“ Farbkuppler geschützt wurden, ist seit 11. April 1935 registriert. Dieses Verfahren, das in der Folgezeit weiter verbessert wurde, erhielt auf der Weltausstellung in Paris 1937 den Grand Prix. Wilmanns und Schneider wurden gleichzeitig mit der Goldmedaille der Weltausstellung ausgezeichnet. Nach der Pensionierung von Wilmanns im Jahr 1940 wurde Schneider zu dessen Nachfolger und leitete das Projekt der Farbfilmentwicklung, zu der neben der Fotografie auch der Farb-Spielfilm gehörte. Bereits 1939/41 wurde der Film „Frauen sind doch bessere Diplomaten“ mit Agfacolor-Filmmaterial hergestellt. Als Premiere des deutschen Farbfilmes, zu dem Schneider mit seinem Team die wesentliche technische Grundlage gelegt hatte, wird vielfach auch die Aufführung des Streifen Die goldene Stadt am 3. Oktober 1942 im Rahmen der Tagung „Farbe und Film“ angesehen.
Nach dem Zusammenbruch des „Dritten Reiches“ fiel Wolfen in den sowjetischen Hoheitsbereich. Schneider setzte sich zunächst nach Coburg ab und arbeitete vorübergehend auch in München. Eine Rückkehr nach Wolfen, wie von ihm angestrebt, wurde jedoch nicht genehmigt, da sein Haus in Dessau enteignet worden war und dessen Rückgabe von der sowjetischen Verwaltung verweigert wurde. 1946 siedelte Schneider dann nach Freiburg in der Schweiz über, wo er Technischer Direktor in der Filmfabrik Tellko wurde. Schneider war von 1929 bis 1965 mit Ingeborg Melchior verheiratet und hatte zwei Töchter.

## Ehrungen
- 1935: Goldmedaille der Weltausstellung gemeinsam mit Gustav Wilmanns
- 1941: Überreichung der Leica Kamera Nr. 350.000[1]
- 1942: Bronzetafel der Ufa in Potsdam-Babelsberg zur Entwicklung des Farbkinofilmes
- 1946: Überreichung der Leica Kamera 400.000[1]
- 1952: Goldmedaille der Photographischen Gesellschaft Wien
- In Bitterfeld-Wolfen OT Wolfen trägt eine Straße seinen Namen

## Schriften
- Schneider, Wilhelm (1925): Über Oxazole und deren Mercurierungsprodukte. Inauguraldissertation zur Erlangung der Doktorwürde. Techn. Hochsch. München.
- Schneider, Wilhelm (1944): Die Farbfotografie, Europäische Studienmappen, Herausg.: Der Akademische Kulturaustausch und die Technische Hochschule München
- Schneider, Wilhelm (Febr. 1946): Wegweiser zum Agfacolor-Verfahren für jedermann FIATFINALREPORT 976, (Zusammenfassung seiner wesentlichen Veröffentlichungen)